# La Foule
La Foule, på spanska: "Que nadie sepa mi sufrir" ("Låt inte någon veta om mitt lidande"), är en fransk sång.
Sången har sjungits av många berömda artister, bland andra Edith Piaf och Julio Iglesias. Den blev komponerad 1936 av Angel Cabral (musik) med text av Enrique Dizeo, båda argentinare. Det är en peruansk vals som blev mycket populär i Latinamerika under 30-50-talet. En av de mest populära versioner var den av Julio Jaramillo, en ecuatoriansk sångare.
När Edith Piaf hörde den 1953, under en turné i Latinamerika och sedan spelade in den på franska under namnet La Foule blev sången internationellt känd. Den ursprungliga sången, på spanska, blev en hit igen under titeln "Amor de mis Amores" ("Kärlek av mina kärlekar") som är den första versen av kören i den spanska versionen när andra berömda artister spelade in den, bland andra Raphael och Julio Iglesias.